# His Nemesis (film, 1912)
His Nemesis est un film muet américain réalisé par Thomas H. Ince et sorti en 1912.

## Fiche technique
- Réalisation : Thomas H. Ince
- Durée : 10 minutes
- Date de sortie : États-Unis : 3 juillet 1912

## Distribution
- Francis Ford
- J. Barney Sherry
- Ann Little
- Mildred Harris